# Фролов Костянтин Вікторович
Костянтин Вікторович Фролов (нар. 20 червня 1972, Одеса) — український футболіст та тренер, що виступав на позиції захисника.

## Ігрова кар'єра
Вихованець ДЮСШ СКА (Одеса). Перший тренер — Сергій Круліковський. Грав в юнацькій команді одеського СКА, а потім в одеському «Динамо», яке виступало під різними назвами. У сезоні 1994/95 грав за «Динамо-Дагма» в любительському чемпіонаті України. Потім, команда стала виступати в другій лізі України. Фролов був гравцем основного складу, проте команда під назвою «Динамо-Флеш» вилетіла з турніру. Влітку 1997 років провів один матч за «Динамо» в Кубку України, після чого завершив кар'єру гравця.

## Тренерська кар'єра
Закінчив Одеський інститут народного господарства та Одеський педагогічний інститут ім. Ушинського. З 1997 року по 2005 рік Фролов працював тренером в одеській дитячій школі «Спартак» імені Ігоря Бєланова, де серед його вихованців були Єгор Бідний і Сергій Мельник.
У червні 2005 року став головним тренером дубля одеського «Чорноморця». Керував командою разом із Владиславом Зубковим. У березні 2006 року отримав тренерський диплом категорії «Б». На посаді тренера дубля працював до грудня 2006 року, потім працював тренером в «Чорноморці-2». У квітні 2008 року в матчі за Суперкубок Одеси друга команда «Чорноморця» поступилася іллічівському «Бастіону» (1:1 в основний час, 5:6 по пенальті). У 2008 році привів «Чорноморець-2» до перемоги в чемпіонаті Одеси. У сезоні 2008/09 разом із Ігорем Соколовським привів дубль до бронзових нагород молодіжного чемпіонату України.
У серпні 2009 року «Чорноморець» очолив Ігор Наконечний, а Фролов став його асистентом. У грудні 2009 року отримав диплом категорії «А». Продовжував працювати головним тренером молодіжного складу «Чорноморця» до літа 2010 року. У вересні 2010 року проходив стажування у львівських «Карпатах».
У грудні 2012 року очолив юнацьку збірну Казахстану до 17 років. У 2013 році привів команду до першої перемоги на Кубку Президента Казахстану і перемогу в Кубку розвитку УЄФА. У відбірковому раунді чемпіонату Європи 2015 року Казахстан зайняв останнє місце в своїй групі. У жовтні 2014 року залишив свій пост.
У листопаді 2014 року очолив грузинську «Шукуру». В лютому 2015 року, у зв'язку з народженням дитини, покинув клуб. В серпні 2015 року став спортивним директором школи одеського «Чорноморця». У лютому 2017 року отримав диплом УЄФА категорії «PRO».
В кінці травня 2017 року очолив «Динамо» (Батумі). У жовтні 2017 року залишив команду.
У листопаді 2017 року став старшим тренером молодіжного складу «Чорноморця». 23 грудня 2017 року був призначений головним тренером основного складу «Чорноморця». До його нового тренерського штабу увійшли Костянтин Балабанов і Андрій Глущенко.
У вересні 2018 року розпочав працювати спортивним директором в дитячо-юнацькій футбольній школі ФК «Гірник» (Кривий Ріг).